# Grand Prix de Denain 2022
Il Grand Prix de Denain 2022, sessantatreesima edizione della corsa, valevole come tredicesima prova dell'UCI ProSeries 2022 categoria 1.Pro e come seconda prova della Coppa di Francia, si svolse il 17 marzo 2022 su un percorso di 200,3 km, con partenza e arrivo a Denain, in Francia. La vittoria fu appannaggio del tedesco Max Walscheid, il quale completò il percorso in 4h42'24", alla media di 42,557 km/h, precedendo il belga Dries De Bondt e il francese Adrien Petit.
Sul traguardo di Denain 90 ciclisti, su 129 partiti dalla medesima località, portarono a termine la competizione.

## Squadre e corridori partecipanti
| N.    | Cod. | Squadra                  |
| ----- | ---- | ------------------------ |
| 1-7   | TJV  | Jumbo-Visma              |
| 11-15 | IGD  | Ineos Grenadiers         |
| 21-27 | UAD  | UAE Team Emirates        |
| 32-37 | ACT  | AG2R Citroën Team        |
| 42-47 | BOH  | Bora-Hansgrohe           |
| 51-57 | COF  | Cofidis                  |
| 61-67 | GFC  | Groupama-FDJ             |
| 71-77 | IWG  | Intermarché-Wanty-Gobert |
| 81-87 | AFC  | Alpecin-Fenix            |
| 91-97 | ARK  | Team Arkéa-Samsic        |

| N.      | Cod. | Squadra                          |
| ------- | ---- | -------------------------------- |
| 101-107 | BCF  | Bardiani-CSF-Faizanè             |
| 111-117 | BBK  | B&B Hotels-KTM                   |
| 121-127 | BWB  | Bingoal Pauwels Sauces WB        |
| 131-137 | SVB  | Sport Vlaanderen-Baloise         |
| 141-145 | TEN  | TotalEnergies                    |
| 151-157 | UXT  | Uno-X Pro Cycling Team           |
| 161-167 | GRL  | Go Sport-Roubaix Lille Métropole |
| 171-177 | NMC  | Nice Métropole Côte d'Azur       |
| 181-187 | AUB  | St Michel-Auber 93               |
| 191-197 | UNA  | Team U Nantes Atlantique         |

## Ordine d'arrivo (Top 10)
| Pos. | Corridore      | Squadra       | Tempo    |
| ---- | -------------- | ------------- | -------- |
| 1    | Max Walscheid  | Cofidis       | 4h42'24" |
| 2    | Dries De Bondt | Alpecin       | s.t.     |
| 3    | Adrien Petit   | Intermarché   | s.t.     |
| 4    | Pierre Barbier | B&B           | s.t.     |
| 5    | Marc Sarreau   | AG2R          | s.t.     |
| 6    | Sandy Dujardin | TotalEnergies | s.t.     |
| 7    | Amaury Capiot  | Arkéa         | s.t.     |
| 8    | Samuel Leroux  | Go Sport      | s.t.     |
| 9    | Robbe Ghys     | Sport Vl.     | s.t.     |
| 10   | Bram Welten    | Groupama      | s.t.     |